# 山口県立山口高等学校徳佐分校
山口県立山口高等学校徳佐分校（やまぐちけんりつ やまぐちこうとうがっこう とくさぶんこう, Tokusa Branch of Yamaguchi Prefectural Yamaguchi High School）は、かつて山口県山口市阿東徳佐中にあった公立高等学校。山口県立山口高等学校の分校。

## 概要
歴史
1948年（昭和23年）に開校した「山口県立生雲高等学校徳佐分校」を前身とする。翌1949年（昭和24年）の本校移転に伴い、「山口県立徳佐高等学校」に改称。創立60周年を迎えた2008年（平成20年）に山口県立山口高等学校徳佐分校が設置された。
生徒数減少により、2022年で新規の募集を停止。最後の卒業生を送り出し、2025年3月1日をもって廃校となった。
学区
防府学区 （山口市・防府市・美祢市（旧美祢郡美東町・秋芳町区域））
設置課程・学科
全日制課程 普通科
- 2年次より、主に四年制大学への進学を目指す「進学コース」と短期大学・専門学校への進学や就職を目指す「総合コース」に分かれる。総合コースでは農業や商業に関する専門科目も学ぶ。

校訓・校章・校歌・制服
山口県立山口高等学校のものを共用。

## 沿革
- 1948年（昭和23年）
  - 5月31日 - 阿武郡新制高等学校の設置委員会が発足。
  - 6月28日
    - 阿武郡生雲村（いくも）に定時制高等学校を開校し、校名を「山口県立生雲高等学校」とする。
    - 徳佐村（とくさ）に徳佐分校、高俣村（たかまた）に高俣分校、福賀村（ふくが）に福賀分校の3分校を設置。本校・分校ともに定時制農業課程・家庭課程を設置。

  - 7月14日 - 山口県立生雲高等学校（本校）の開校式を挙行。
  - 7月15日 - 徳佐分校の開校式を挙行。
  - 7月16日 - 福賀分校の開校式を挙行。
  - 7月18日 - 高俣分校の開校式を挙行。阿武郡新制高等学校設置委員会において、次年度（1949年（昭和24年）4月）より本校を徳佐村に設置することを決定。
- 1949年（昭和24年）
  - 4月1日 - 「山口県立徳佐高等学校」に改称。
  - 5月20日 - 本校を生雲村から徳佐村に移す。旧・徳佐分校を本校とし、旧・生雲高等学校を生雲分校とする。
  - 7月18日 - 本校新校舎（第一期工事）が完成。
- 1954年（昭和29年）
  - 8月17日 - 本校新校舎（第二期工事）が完成。
  - 9月27日 - 本校の洋裁室と洗濯室が完成。
- 1955年（昭和30年）11月23日 - 本校新校舎（第三期工事）が完成したため、臨時仮校舎を廃止。
- 1956年（昭和31年）4月1日 - 福賀分校を山口県立奈古高等学校に移管。これにより2分校体制となる。
- 1957年（昭和32年）4月1日 - 高俣分校の第一校舎が完成。
- 1958年（昭和33年）12月15日 - 本校第三校舎を増築。
- 1961年（昭和36年）3月31日 - 本校第三校舎を増築。
- 1962年（昭和37年）
  - 2月6日 - 本校および生雲分校・高俣分校の各校において定時制農業課程・家庭課程の生徒募集を停止。
  - 4月1日 - 本校に全日制普通課程・農業課程・家庭課程を設置（本校を完全に全日制に切り替える）。生雲分校・高俣分校にそれぞれ定時制普通課程を設置。
  - 11月17日 - 本校第一校舎を新築。
- 1963年（昭和38年）
  - 3月1日 - 生雲分校の生徒募集を停止。
  - 4月1日 - 本校家庭課程を家政科に改称。
- 1964年（昭和39年）
  - 3月31日 - 生雲分校を廃止し、本校に統合。15年の歴史に幕を閉じる。これにより1分校体制となる。
  - 8月31日 - 高俣分校の第二校舎が完成。
- 1965年（昭和40年）
  - 3月31日 - 本校理科室が完成。
  - 9月10日 - 阿東町より校舎敷地が寄付される。
  - 9月29日 - リンゴ園実習地と運動場用地が寄付される。
- 1966年（昭和41年）2月1日 - 豚舎が完成。
- 1967年（昭和42年）3月31日 - 体育館兼講堂と温室が完成。
- 1968年（昭和43年）12月17日 - 農業実習棟が完成。
- 1970年（昭和45年）6月30日 - プールが完成。
- 1971年（昭和46年）
  - 3月 - 高俣分校の定時制課程普通科の募集を停止。
  - 4月1日 - 高俣分校全日制課程普通科を設置（全日制に切り替える）。
  - 10月27日 - 音楽室が完成。
- 1972年（昭和47年）8月 - 牛舎と球技場が完成。
- 1974年（昭和49年）6月29日 - 農舎、農具室、農場管理室を解体。
- 1975年（昭和50年）1月28日 - 柔剣道場が完成。
- 1976年（昭和51年）8月21日 - 山口県立徳山高等学校から温室を移設。
- 1977年（昭和52年）
  - 3月25日 - 高俣分校の新校舎が完成。
  - 4月27日 - 高俣分校が旧校舎から新校舎に移転完了。
- 1979年（昭和54年）
  - 1月13日 - 高俣校舎に校門を設置。
  - 3月31日 - 特別教室棟が完成。
- 1981年（昭和56年）3月31日 - 普通教室棟が完成。
- 1982年（昭和57年）
  - 3月26日 - 管理棟が完成。
  - 7月20日 - 同窓会からの寄付により、庭園が完成。
- 1984年（昭和59年）2月27日 - 農業科において推薦入試を導入。
- 1985年（昭和60年）
  - 2月8日 - 家政科において推薦入試を導入。
  - 3月31日 - 第二グラウンドが完成。
- 1986年（昭和61年）
  - 1月21日 - 園芸実習室と農業実験室が完成。
  - 3月 - 家政科の生徒募集を停止。
- 1988年（昭和63年）3月31日 - 家政科を廃止。
- 1993年（平成5年）6月28日 - 第33回日米親善高等学校レスリング山口県大会の会場となる。
- 1997年（平成9年）6月25日 - 地震[1]が発生し、校地付近では震度5が観測され、体育館の屋根等に被害を受ける。
- 1998年（平成10年）6月23日 - 第38回日米親善高等学校レスリング山口県大会の会場となる。
- 1999年（平成11年）4月1日 - 学科改編により、農業科を農業技術経営科に変更。
- 2003年（平成15年）3月12日 - 生物生産総合実習棟が完成。
- 2007年（平成19年）11月1日 - 本校に山口県立山口高等学校徳佐分校開校準備室が設置。
- 2008年（平成20年）
  - 3月 - 徳佐高等学校（本校）と高俣分校の募集を停止。
  - 4月1日 - 本校敷地内に「山口県立山口高等学校徳佐分校」（現校名、全日制課程普通科）を設置。徳佐高等学校と高俣分校は最後の在校生が卒業するまで存続。
- 2010年（平成22年）
  - 3月31日 - 最後の卒業生を送り出し、徳佐高等学校と高俣分校を廃止。
  - 4月1日 - 完全に分校となる。
- 2025年（令和7年）3月31日 - 閉校

## 学校行事
3学期制
1学期
- 4月 - 1年生集団宿泊
- 7月 - 全校野球応援、クラスマッチ（球技大会）

2学期
- 10月 - 修学旅行、全校奉仕活動
- 11月 - 徳佐祭
- 12月 - クラスマッチ（球技大会）

3学期
- 3月 - 卒業式

## 部活動(最終)
運動部
- 卓球部

文化部
- 吹奏楽部
- 文芸部
- 創芸部

## 交通アクセス
最寄りの鉄道駅
- JR西日本 山口線 「徳佐駅」

最寄りのバス停
- 防長交通（防長バス）東萩駅・津和野線「徳佐駅入口」バス停

最寄りの道路
- 国道9号 「徳佐駅前」交差点
- 山口県道314号徳佐停車場線

## 周辺
- 山口市役所阿東支所（旧・阿東町役場）
- 山口市立阿東東中学校（旧・徳佐中学校）
- 山口市立徳佐小学校